# Mythimna osseogrisea
Mythimna osseogrisea är en fjärilsart som beskrevs av Emilio Berio 1973. Mythimna osseogrisea ingår i släktet Mythimna och familjen nattflyn. Inga underarter finns listade i Catalogue of Life.